# 南港山 (臺北市)
南港山，海拔375公尺，位於台北市南港區九如里與信義區中坡里的交界處，為「南港山系」的主要山峰，名列台灣小百岳之一。

## 南港山系
南港山系橫跨台北市南港區、信義區、大安區，向東南並延伸至文山區仙跡岩附近。主稜上除南港山外，尚有四分里山247公尺、南港山南峰370公尺、拇指山320公尺以及象山183公尺，皆為南港山系著名的郊山，是臺北市大地處推廣之臺北大縱走第六段，也是行政院體育委員會推廣的小百岳之一，近來已成為台北市區熱門登山路線。
獅形山之標高115公尺（北緯：25.0320669，東經：121.6088403），有臺北市精幹點315號基石，山頂展望極佳，南側山谷緊臨十八羅漢洞之峭壁岩峰，北側可遠眺汐止、內湖、南港與基隆等地。獅形山位於臺北市南港區研究院路3段280巷，中華科技大學的正後方，是屬於南港山系的小山丘，獅身與胡適公園上方之蛇形山對峙。獅形、蛇形、龜形與虎形，並稱南港山東側四座以獸為名的山丘。獅形山由亞硬砂岩與頁岩互層的地貌，受差異侵蝕與風化作用，形成石柱岩峰的特徵。
獅形山之石柱群由綠網般的藤蔓所覆蓋，懸空跨越如臨百米深淵，除了山頭之間的落差極大，稜線的最窄處也不及一米。在2015年10月間，由南港久如社區發展協會探勘隊潘文良、邱天祿，清理出具有挑戰性的縱走路線，將成為臺北市新興的登山步道。

## 九五峰

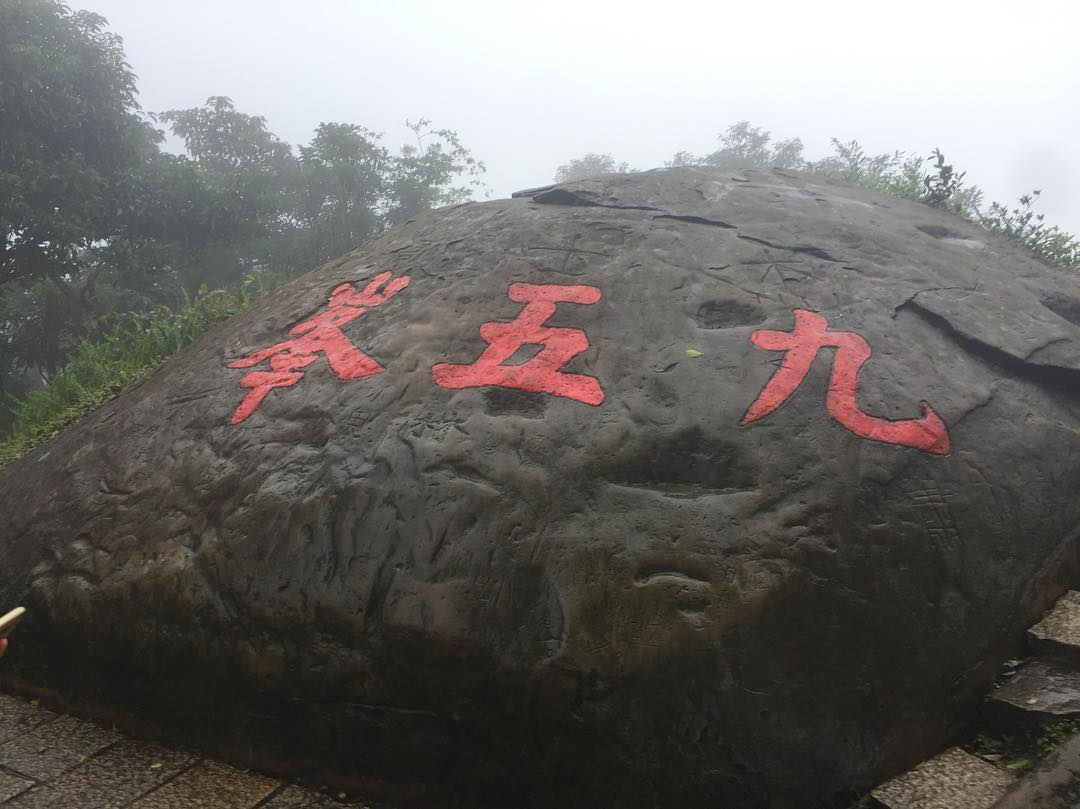
九五峰巨石。

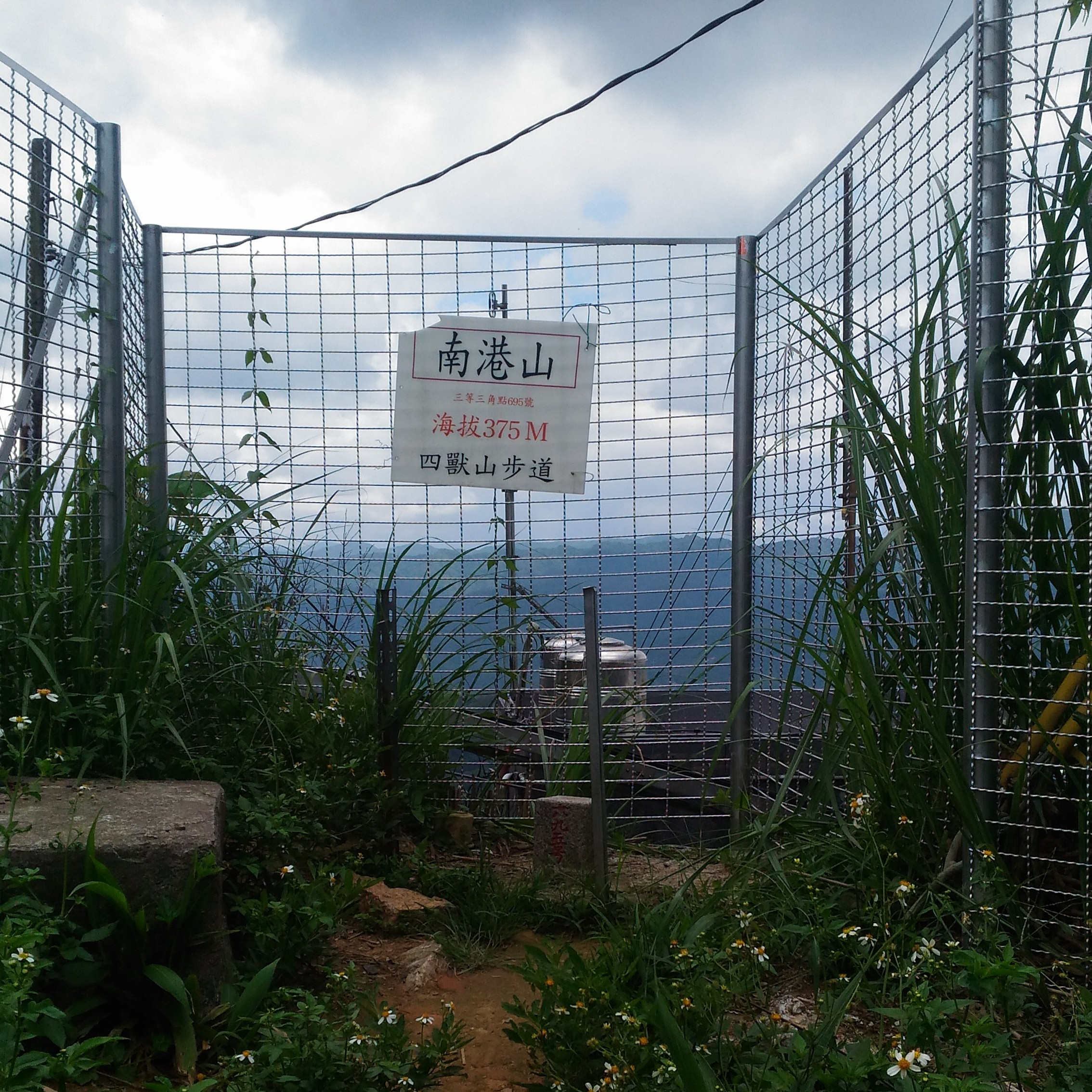
南港山的三等三角點

山頂有一三角點，離基點不遠處則為著名的「九五峰」，海拔375.8公尺，為南港山系的最高點。峰頂有一巨石，上刻九五峰三個紅色醒目大字，其由來係因三十多年前體育協會理事長楊森在95歲（虛歲）時登臨，故取名九五峰。
該處為一絕佳之展望點，台北市風光及四週群山景色可盡收眼底：向北望，近可俯視由左而右排列之四獸山（指「象山」、「獅山」、「豹山」及「虎山」），遠可欣賞五指山、七星山系，及欣賞到基隆河及松山機場飛機起降景觀；向東面及南面可遠眺新北市連綿不絕的山脈，及北二高在山巒間穿梭。

## 意外事件
2014年1月黃姓女子攀爬南港山一處80度峭壁時，手滑沒抓牢繩索，整個人往下墜百公尺深，送醫後顱內出血，已無生命跡象。

## 外部連結
- 南港山系-南港山縱走親山步道  臺北旅遊網 （繁體中文）
- 南港山攀岩步道（Tony的自然人文旅記第0351篇）（页面存档备份，存于） （繁體中文）
- 南港山 - 社團法人中華民國自然步道協會（页面存档备份，存于） （繁體中文）
- 休閒遊憩主題網 南港山縱走親山步道 臺北市政府工務局大地工程處（页面存档备份，存于） （繁體中文）